# Stortretjärnen, Lappland
Stortretjärnen är en sjö i Lycksele kommun i Lappland och ingår i Öreälvens huvudavrinningsområde.